# 浦东美术馆

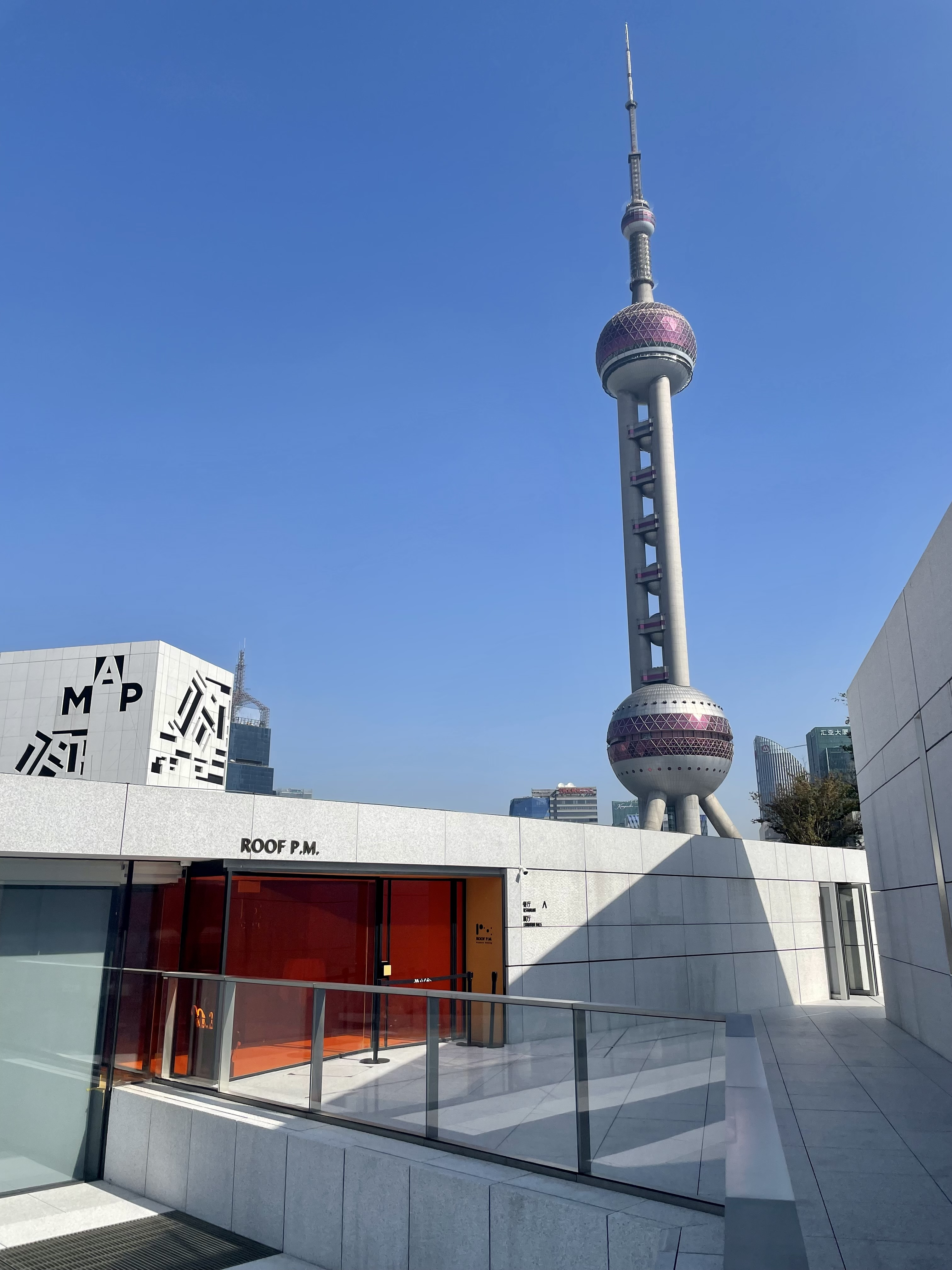
浦东美术馆的屋顶，可以看到美术馆“MAP”的标志和附近的东方明珠广播电视塔

浦东美术馆（英語：Museum of Art Pudong）是位於中華人民共和國上海市浦東新區小陸家嘴滨江大道和明珠塔路交叉口的一家美術館。

## 历史
2017年9月26日启动建设，2021年7月8日正式向公众开放。美术馆占地1.3万平方米，总建筑面积约4万平方米，共有6个楼层、13个展厅。美术馆2層和3层為两个镜厅。两个镜厅总面积大约為750平方米。镜厅玻璃后装有高精度屏幕。美术馆二层侧门有53米长的廊桥延伸而出，可直达陆家嘴滨江步道亲水平台。建筑立面和地面主要选材为山东白麻大理石。建築由法国建筑师让·努维尔设计，陆家嘴集团投资、建设和运营。
2022年3月2日，上海国际文物艺术品交易中心在浦东美术馆揭牌。從同年起，每年的10月26日至28日中国国际文物艺术品交易博览会會在浦东美术馆举办。

## 參觀信息
浦东美术馆票价分平日和指定日，平日100元，指定日150元。

## 交通
- 上海轨道交通2号线陆家嘴站

## 外部鏈接
- 官方网站